# Santiago Gamboa
Santiago Gamboa Samper (Bogotá, 30 de diciembre de 1965) es un escritor, filólogo, columnista, corresponsal y periodista colombiano.

## Biografía
Hijo de la artista y pintora Carolina Samper y el historiador del arte Pablo Gamboa Hinestrosa. Estudió en el Colegio Refous y literatura en la Universidad Javeriana de Bogotá. Luego emigró a Europa, donde vivió en Madrid (se licenció en Filología hispánica en la Complutense) y en París (donde estudió Literatura cubana en La Sorbona).
En París trabajó como periodista en el Servicio de América Latina de Radio Francia Internacional (1993-1997), donde estuvo encargado de los programas literarios y de índole cultural. El mismo año que ingresó a RFI se convirtió también en corresponsal de El Tiempo, el diario colombiano de mayor tiraje y con mayor influencia del país.
Su primera novela, Páginas de vuelta, fue publicada en 1995 y la crítica consideró que rompía "todos los caminos recorridos por la más reciente literatura colombiana". Dos años más tarde aparece su segunda novela, Perder es cuestión de método, que recibió excelentes comentarios en España y América Latina. Esta obra fue llevada al cine por Sergio Cabrera en 2005.
Tragedia del hombre que amaba en los aeropuertos, una narración breve, fue incluida en la antología Cuentos apátridas (1999). Al año siguiente salió Vida feliz de un joven llamado Esteban.
En 2005 publica su novela El síndrome de Ulises, historias de inmigrantes en el París de los años noventa, cosechando un gran éxito de lectores y crítica en América Latina y Europa. Es finalista de varios premios internacionales.
En Premio Coup de Coeur 2014 de Revue Transfuge (París) a Prieres nocturnes (Ed. Métailie). por su novela El síndrome de Ulises, especie de "Decamerón" contemporáneo con historias en diferentes partes del mundo y centrado en la ciudad de Jerusalén. En 2007 publica su novela Plegarias nocturnas, ambientada en Bogotá, Bangkok y Nueva Delhi. En 2013 sale Océanos de arena, narración de viajes por Oriente Medio (Siria, Israel, Palestina y Jordania).
En 2014 publica La guerra y la paz, un ensayo que pretende analizar el significado de estas dos palabras, "guerra" y "paz" a través de la historia, la literatura y la filosofía, dirigido al debate sobre el proceso de paz de Colombia en La Habana.En 2005 sale su novela Una casa en Bogotá, historia centrada en una vida de viajes y regresos a través de cada uno de los espacios que conforman una vieja casona bogotana.
Sobre su escritura Gamboa comenta: "Dice el maestro Fernando Botero que nunca ha dado una pincelada que no esté autorizada por la historia del arte. Y lo que él dice refiriéndose a la pintura lo intento aplicar yo a mis novelas: me gusta que los temas que elijo estén autorizados de alguna manera por la historia de la literatura". Y "no quiero que nadie lea un libro mío por ser latinoamericano, sino porque le gusta lo que escribo. Yo no leo a Malraux por ser francés ni a Tabucchi por ser italiano, sino porque me gusta lo que escriben. Es casi una mayoría de edad que la literatura latinoamericana se merecía después del boom.
Gamboa ha participado en varias otras antologías de narradores latinoamericanos —McOndo, Líneas Aéreas, Cuentos caníbales—, y en algunas realizadas en México, Francia, Portugal, India, Alemania y Yugoslavia.
Ha sido columnista de las revistas Cromos y Cambio; ha colaborado en Gatopardo, Planeta Humano, GQ, Perfiles, SoHo, Internazionale y en publicaciones del Gruppo Editoriale L'Espresso.
Sus obras han sido traducidas a 17 idiomas y han recibido diferentes distinciones. Es representado por la Agencia Literaria Schavelzon - Graham: http://www.schavelzongraham.com/en/autor/santiago-gamboa/
Ha sido diplomático en la Delegación de Colombia ante la UNESCO y en la embajada en India.

## Premios
- Finalista del Premio Rómulo Gallegos en 2007 con El síndrome de Ulises.
- Finalista del Premio Medicis (Francia) a la mejor novela extranjera con la versión francesa de esa novela (''shortlist").
- Finalista del Premio Casino de Póvoa (Portugal) con la traducción portuguesa de la misma obra.
- Premio La Otra Orilla en 2009 por Necrópolis.
- Premio Literaturas del Caribe 2013. Mención de honor a Necropolis 1209 (Ed. Métailie).
- Premio Coup de Coeur 2014 de Revue Transfuge (París) a Prieres nocturnes (Ed. Métailie).

## Obras

### Novela
- Colombian psycho, 2021
- Será larga la noche, 2019
- Volver al oscuro valle, 2016
- Los impostores, 2003
- Una casa en Bogotá, 2014
- Plegarias nocturnas, 2012
- Necrópolis, 2009
- Hotel Pekín, 2007
- El síndrome de Ulises, 2005
- Vida feliz de un joven llamado Esteban, 2001
- Perder es cuestión de método (Editorial Mondadori, Barcelona, 1997).
- Páginas de vuelta (Editorial Norma, Colombia, 1995).

### Cuento
- El cerco de Bogotá (2000)

### Ensayo
- La guerra y la paz, Debate, Bogotá, 2014

### Viajes
- Octubre en Pekín, Mondadori, 2001
- Océanos de arena. Diario de viaje por Oriente Medio, Mondadori, 2013
- Ciudades al final de la noche, colección Ébano, Angosta Editores, Medellín, 2017

### En coautoría
- Jaque mate: de cómo la policía le ganó la partida a El Ajedrecista y a los carteles del narcotráfico (1999) (con el general Rosso José Serrano Cadena)
- Cuentos apátridas, (con Luis Sepúlveda, José Manuel Fajardo, Bernardo Atxaga y Antonio Sarabia)